# NGC 9
Az NGC 9 egy spirálgalaxis a Pegasus (Pegazus) csillagképben.

## Felfedezése
Az NGC 9 galaxist Otto Wilhelm von Struve fedezte fel 1865. szeptember 27-én.

## Tudományos adatok
A galaxis 4528 km/s sebességgel távolodik tőlünk.